# Студенческие игры РСФСР
Студенческие игры РСФСР — спортивные соревнования студентов вузов РСФСР.

## История игр
В 1958 году по линии Министерства высшего образования СССР стали проводиться один раз в два года летние Всероссийские студенческие игры.
В Ставрополе проходили II Всероссийские летние студенческие игры.
ДСО «Буревестник» в 1962 году провело III Всероссийские студенческие игры.
V Всероссийские студенческие игры прошли в 1966 году.
ДСО «Урожай» РСФСР в 1973-1974 годах провела Всероссийские студенческие игры.
II Студенческие игры РСФСР прошли в городе Красноярске в 1976 году. В 1976 году в Красноярске прошли также II Зимние всероссийские студенческие игры, в честь которых в 1975 году «Гознаком» был издан художественный маркированный конверт. Часть соревнования II Зимних всероссийских студенческих спортивных игр проходили в других городах: в Братске (санный спорт), Череповце (фигурное катание) и Дивногорске.
III Всероссийские зимние студенческие спортивные игры прошли в 1980 году в Перми. В честь игр в 1979 году «Гознаком» был издан художественный маркированный конверт.
Студенческие игры РСФСР проходили также в 1984 году.
В 1988 году Всесоюзное добровольное физкультурно-спортивное общество (ВДФСО) провело Всероссийские летние студенческие игры. В 1988 году в Рязани прошли Всероссийские студенческие игры.
СДСО РСФСР «Буревестник» проводило также Всероссийские зимние студенческие игры.